# 文安之
文安之（？—1660年），字汝止，號铁庵，湖广荆州府夷陵州人，明末大臣。

## 生平
文安之深得雷思霈賞識，天启二年（1622年）中进士。考选庶吉士，四年授翰林院检讨。累官南京國子監司業、祭酒。因权臣薛国观弹劾，罢官家居。安宗時，起为詹事。紹宗召為禮部尚書，皆因交通不便，未能就职。永历四年（1650年），文安之到梧州拜見昭宗，任东阁大学士。次年，为联络四川反清势力，自请往四川督师，遂加太子太保兼吏兵二部尚书，总督川湖诸处军务。到贵州都匀时，为孙可望所拘留，数月后脱身到川东，联络川鄂边境的夔东十三家抗清势力。永曆十三年（清顺治十六年，1659年）正月，文安之率领刘礼仁、袁宗弟、李来亨等十六营经水路進攻重慶。因譚弘與譚詣杀谭文向清軍投降，諸将散走。文安之被迫回師東撤。文安之進攻重庆失败後，“郁郁而卒”，病死容美。

## 著作
著有《略园集》诗一卷，由其弟子漆嘉祉刊行。

## 延伸阅读
[在维基数据编辑]
 《明史卷二百七十九》，出自《明史》